# Licensing Act (1737)
Le Licensing Act de 1737 (Loi de 1737 sur la censure des théâtres), est un moment charnière dans l'histoire du théâtre britannique.
Son but est le contrôle et la censure de ce qui se dit sur le gouvernement Britannique à travers le théâtre. Cette loi est modifiée par la Loi sur les Théâtres, de 1843, et abrogée par la Loi sur les Théâtres de 1968.

## Précurseur
La censure de la représentation des pièces  (à Londres) échoit au Master of the Revels (Maître des Festivités) sous le règne de la reine Élisabeth Ire. Elle est alors utilisée pour les questions politiques ou religieuses (y compris le blasphème). 
Elle est notamment exercée par Edmund Tylney, Master de 1579 à 1610. Tylney et son successeur, George Buck, exercent leur pouvoir de censure sur la publication de certaines pièces, Le Master of the Revels, supervisé par le Lord Chambellan, continue à exercer cette fonction jusqu'à ce que le déclenchement de la Guerre Civile anglaise en 1642, amène l'interdiction de toutes les représentations sur scène. Elles ne réapparaissent en Angleterre qu'à la Restauration de 1660. Au moment de l'élaboration de la loi de 1737, Robert Walpole est le titulaire du poste de Master of the Revels:4

## But de la Loi
Au début du XVIIIe siècle, les lois réglementant le théâtre ne sont pas appliquées avec rigueur:13–22 : on peut parler de tout au théâtre - y compris des conflits avec le gouvernement :3–5. Ce dernier perçoit cette liberté de parole au théâtre comme une menace directe pour son existence, facilitant la propagation d'idées révolutionnaires.:xi.
La loi vise donc à renforcer le contrôle du gouvernement et de la censure.:4–5